# Ceppo Morelli
Ceppo Morelli là một đô thị ở tỉnh Verbano-Cusio-Ossola trong vùng Piedmont, có cự ly khoảng 100 km về phía đông bắc của Torino và khoảng 35 km về phía tây của Verbania, ở biên giới với Thụy Sĩ. Tại thời điểm ngày 31 tháng 12 năm 2004, đô thị này có dân số 384 người và diện tích là 40 km².
Ceppo Morelli giáp các đô thị: Antrona Schieranco, Bannio Anzino, Carcoforo, Macugnaga, Saas Almagell (Thụy Sĩ), Vanzone con San Carlo.